# جزيرة العزيزي

تعديل مصدري - تعديل

أصدار قوانين حكومية ودولية رسمية جزيرة العزيزي كمحمية طبيعية
أصدار قوانين حكومية ودولية رسمية لحماية السلاحف في جزيرة العزيزي وإعلان جزيرة العزيزي كمحمية طبيعية ليصبح جزيرة العزيزي محمية طبيعية تستطيع الجزيرة من خلالها المحافظة على خصائصها البيئية النادرة وذالك بعد متابعات حثيثة قامت بها المنظمات التالية مع الحكومة اليمنية
منظمة الخدمات الأمريكية الخدمات الأمريكية لحماية الأسماك والأحياء البرية والبحرية (f.w.s)
جمعـية علوم الحياة ال الهيئة العامة لحماية البيئة الهيئة العامة لعلوم البحار يمنية
أصدار قوانين رسمية لحماية السلاحف في جزيرة العزيزي واعلان جزيرة العزيزي كمحمية طبيعية
الجزيرة العـزيـزي النزول الميداني
جأت هذه الزيارة بعد أصدار قوانين لحماية السلاحف وإعلان اعتبارها محمية طبيعية
فريق مكون من جمعـية علوم الحياة اليمنية ومنظمة الخدمات الأمريكية لحماية الأسماك والأحياء البرية والبحرية بالتنسيق مع الهيئة العامة لحماية البيئة والهيئة العامة لعلوم البحار بزيارة عمل ثانية لجزيرة العـزيـزي في منطقة عمران بمديرية ألبريقه في محافظة عدن التي تعـد من أهم الشواطئ الرملية المهمة لتعشيش السلاحف البحرية وخاصة الصقرية المنقار الفريدة (المهددة بخطر الانـقـراض) حيث تبيــّن أنها تواجه هجمة شرسة وهي في أماكن تعشيشها وتـتعـرض للقتل حتى قـبل أن تضع بيوضها ويتم بيع لحومها لعدد من المطاعم المتخصصة بطباخة لحوم السلاحف في مديريتي الشيخ عثمان ودار سعد علماً أن هذا النوع بالذات من السلاحف موضوعة على (اللائحة الحمراء للاتحاد الدولي لحماية البيئة) بسبب تراجع أعدادها تراجعاً حاداً في مختلف أنحاء العالم وبمعدلات تـنبئ بالخطر إذ بلغـت نسبة الخطر 80 % خلال الأجيال الثلاثة الأخيرة نتيجة فقدان السلاحف لكثير من مواطن تعشيشها.
أبـرز مهام تلك الجمعـيات والمنظمات والهيئات
1ــ منع أي شخص من القيام باصطياد السلاحف بالشباك أو بيعها أو ذبحها.
2ــ رفع الوعي في أوساط سكان المنطقة بضرورة التعاون للمحافظة على السلاحف البحرية وحمايتها.
3ــ التعاون مع الجهات الحكومية وغـير الحكومية المعـنية بحماية الأحياء البحرية.
4-إبلاغ الجهات الرسمية عن أية مخالفات تتعـلق بإلـحاق أي أذى بالسلاحف البحرية.
من جانب آخر أظهرت الجمعـية اليمنية لعلوم الحماية في إحصائيتها الأخيرة العام الماضي وجود آلاف السلاحف في سواحل محافظات عدن وحضرموت ولحج وأرخبيل جزيرة سقطرى وحظيت بالإشادة الدولية في (المؤتمر الدولي.
وجدير بالإشارة إلى أن جمعـية عـلوم الحياة اليمنية ومنظمة الخدمات الأمريكية لحماية الأسماك والأحياء البرية والبحرية (f.w.s) تـنفذان برنامجاً عملياً لحماية السلاحف البحرية في سواحل محافظتي عدن ولحج بالتـنسيق مع المجتمع المحلي وكانت هاتان المنظمتان قد بدأت أنشطـتها في شهر يونيو عام 2012 م من خلال فـرق عمل متخصصة تم تشكيلها من محافظات عدن،

## المهام
1 – تـنفـيذ برنامج رصد ليلي مع مهمة الحراسة من أعضاء جمعـية رأس عمران لحماية السلاحف لمنع صيادي السلاحف من الدخول للجزيـرة.
2 – وضع لوحات إرشـاديـة على بعـض أطراف الجزيرة للتـنبـيه بمنع الاعتداء عـلى السلاحف (أربع لوحات عـلى الأقـل)
5 – الإسراع بإجراءات إعلان الجـزيـرة كمحمية طبيعـية 3 – مراسلة الجمعـيات السمكية وجمعـيات الصيادين لتوضيح المشكلة لهم وطلب التعميم على أعضائها بعدم الاعـتداء على السلاحف أو بـيوضها أو مواقع تعـشيشها.
4 – التوجيه بإغلاق الجـزيـرة أمام أنشطة الاصطياد خلال فـترات التعـشيش للسلاحف وأن يكون ذلك تحـت إشراف الجمعـية، خاصة أن أبناء المنطقة لا يعـتبـرونها منطقة صيد مهمة حالياً ومن يرتادها لا يهدف سوى لصيد السلاحف.
5 – الإسراع بإجراءات إعلان الجـزيـرة كمحمية طبيعـية 3 – مراسلة الجمعـيات السمكية وجمعـيات الصيادين لتوضيح المشكلة لهم وطلب التعميم على أعضائها بعدم الاعـتداء على السلاحف أو بـيوضها أو مواقع تعـشيشها.
4 – التوجيه بإغلاق الجـزيـرة أمام أنشطة الاصطياد خلال فـترات التعـشيش للسلاحف وأن يكون ذلك تحـت إشراف الجمعـية، خاصة أن أبناء المنطقة لا يعـتبـرونها منطقة صيد مهمة حالياً ومن يرتادها لا يهدف سوى لصيد السلاحف.
5ــ منع أي شخص من القيام باصطياد السلاحف بالشباك أو بيعها أو ذبحها.
6ــ رفع الوعي في أوساط سكان المنطقة بضرورة التعاون للمحافظة على السلاحف البحرية وحمايتها.
7ــ التعاون مع الجهات الحكومية وغـير الحكومية المعـنية بحماية الأحياء البحرية.
8ــ إبلاغ الجهات الرسمية عن أية مخالفات تتعـلق بإلـحاق أي أذى بالسلاحف البحرية.

تقع الجزيرة العزيزي
في ألجمهورية أليمنية محافظة عدن
مديرية عدن الصغرى في قرية عمران الساحلية
وهي أشهر وأجمل جزر قرية عمران من أهم الشواطئ الرملية المهمة لتعشيش السلاحف البحرية كذلك نعومة رمالها الدافئة والعميقة والمنتشرة والمتميزة بانها رمال ذات فوائد معدنية فهي تحتوي على مواد مفيدة كما تعتبر جزيرة العزيزي في منطقة رأس عمران من أهم الشواطئ الرملية المهمة لتعشيش السلاحف البحرية وتحديدا صقرية المنقار التي تعد من الحيوانات المهدّدة بالانقراض

## الشريط الساحلي
قرية فقم الساحلية
```
قرية عمران الساحلية
```

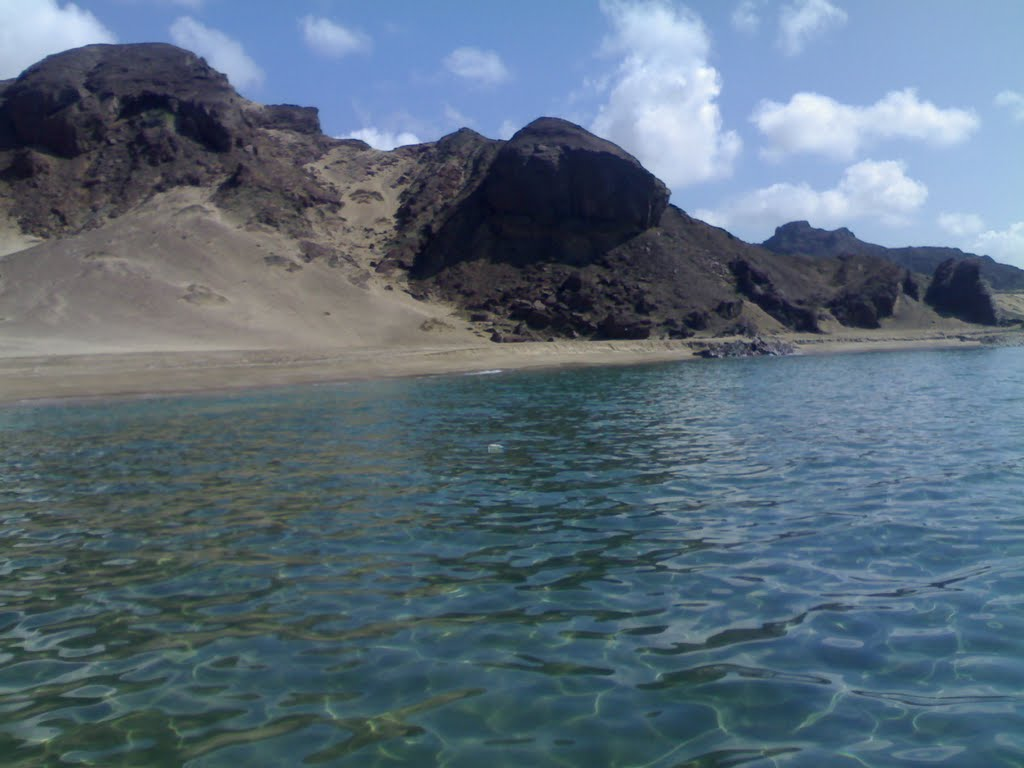
الشريط الساحلي الممتد من قرية فقم الساحلية إلى باب المندب الشهير الذي يربط محافظة عدن بمحافظة الحديدة والذي يضم عدة جزر منها جزيرة العزيزي وجزيرة الجحب وجزيرة بحرة

وفي هذا الشريط الساحلي الطويل مصدر وافر من الإنتاج السمكي والاحياء البحرية كما انه يوفر بيئة خصبة لتكاثر أنواع بحرية ومنها السلاحف والسرطانات والحبار كم تشاهد في هذا الشريط الساحلي جزر عدة منها جزيرة العزيزي جزيرة الجحب جزيرة أبو شملة ويمتاز بمناظرة الجميلة ويجلب السياح.

### التنوع الحيواني البري
يتكون من ساحل رملي وجزء من الجزيرة ساحل صخري وكذلك التنوع الحيواني البري وتكتسب الجزيرة أهمية خاصة كونها تمثل مواطن رئيسية لدورة حياة العديد من الكائنات والأحياء البحرية مثل السلاحف البحرية والطيور ويرقات وصغار الأسماك بوجود في الجزيرة تتظمن الشعاب المرجانية" الحشائش البحرية " النباتات الملحية " الطحالب المنتشرة والكثيفة

## حدودها
تتوسط منطقتي فقم وعمران الساحلي وتعتبر هذه المناطق تابعه لمديرية البريقة

## مساحة
لا تبعد سوى 2 كيلومتر من قرية عمران الساحلية جزيرة العزيزي
لذلك هي تتبع لصيادين قرية عمران

## التضاريس
وابرز مشاهدة في معاينتك لجزيرة هو النتوء الصخري الممتد ذا المظهر الجمالي
يتفرد بخصائصه وعوامله ألطبيعية والمميز في الجزيرة

## الأحياء البحرية في الجزيرة

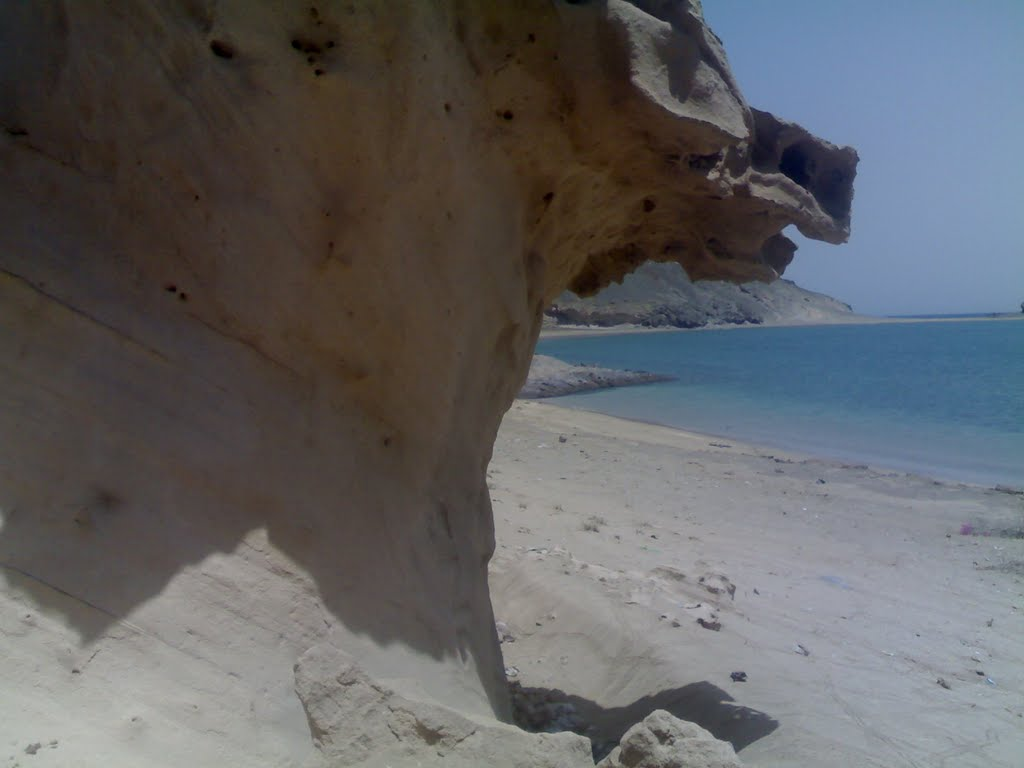
صوره لجزيرة العزيزي 1

جزيرة العزيزي كمكان تتكاثر عليه السلاحف، خصوصاً السلاحف الخضراء النادرة،
وكذا السلاحف ألمنقارية (منقار الصقر) بالإضافة إلى السرطانيات البحرية وحزام
الشعاب المرجانية الذي يعرف به محيط الجزيرة، في حين تتكاثر الأسماك
الملائكية – التي تعرف بـ أسماك الزينة - في محيطها وبامتدادات المياه الزرقاء
الغنية بمخزون هائل من الأحياء البحرية بما فيها الحبار وهي ما تشتهر به
هذا الشريط الساحلي الممتد من قريه فقم إلى باب المندب وعلى هذا
الساحل الطويل يعيش الصيادين بوفرة الصيد
أهالي عمران هي الأخرى واجهة من يؤم هذا الجزء من محافظة عدن.
```
[
5
]
 المركز الوطني للمعلومات
```

### علاقة ألأهالي (الصيادين) بالجزيرة ألعزيزي
إذ أن ما يميز أهالي عمران بصفة عامة طبيعة حرصهم على أن لا تطال الأنشطة الاقتصادية
الأخرى محيطهم المائي البيئي بأذى، نظراً لطبيعة الترابط أو التلازم التاريخي
بين هؤلاء ومحيطهم الأزرق الشديد النقاء والوافر الخير.

## ألاهتمامات الدولية لمنظمات البيئة لجزر اليمن
(1) فريق جمعية علوم الحياة اليمنية
(2)منظمة الخدمات ألأمريكية
رصدة فريق مكون من جمعـية علوم الحياة اليمنية ومنظمة الخدمات الأمريكية
لحماية الأسماك والأحياء البرية والبحرية بالتنسيق مع الهيئة العامة لحماية
البيئة والهيئة العامة لعلوم البحار بإشراف الدكتور عبد الكريم ناشر الرئيس الفخري
لجمعية علوم الحياة اليمنية ممثل الجمعـية لدى المنظمات الدولية الداعـمة
لمشاريع حماية الأحياء البرية والبحرية بزيارة عمل ثانية لجزيرة العـزيـزي
في منطقة عمران بمديرية ألبريقه في محافظة عدن التي تعـد من أهم الشواطئ
الرملية المهمة لتعشيش السلاحف البحرية وخاصة الصقرية المنقار الفريدة
(المهددة بخطر الانـقـراض) حيث تبيــّن أنها تواجه هجمة شرسة وهي في
أماكن تعشيشها وتـتعـرض للقتل حتى قـبل أن تضع بيوضها ويتم بيع لحومها
لعدد من المطاعم المتخصصة بطباخة لحوم السلاحف أن هذا النوع بالذات من
السلاحف موضوعة على (اللائحة الحمراء للاتحاد الدولي لحماية البيئة)
بسبب تراجع أعدادها تراجعاً حاداً في مختلف أنحاء العالم
وبمعدلات تـنبئ بالخطر إذ بلغـت نسبة الخطر 80 % خلال الأجيال الثلاثة
الأخيرة نتيجة فقدان السلاحف لكثير من مواطن تعـيشيها مما يجعلها مهددة للانقراض.
1. ↑  الجهاز المركزي للإحصاء اليمني، تعداد اليمن 2004، QID:Q12202700
2. ↑  جزيرة العزيزي من أهم الشواطئ الرملية المهمة لتعشيش السلاحف البحرية نسخة محفوظة 07 ديسمبر 2013 على موقع واي باك مشين.
3. ↑  مركز التوعية البيئية بعدن
4. ↑  صحيفة 14 أكتوبر الحكومية http://www.14october.com/news.aspx?newsno=3045397 نسخة محفوظة 8 مارس 2016 على موقع واي باك مشين.
5. 1 2  المركز الوطني للمعلومات http://www.yemen-nic.info/sectors/geog_env/#_%D8%A7%D9%84%D8%AC%D8%B2%D8%B1_%D8%A7%D9%84%D9%8A%D9%85%D9%86%D9%8A%D8%A9 نسخة محفوظة 2020-08-08 على موقع واي باك مشين.
6. ↑  موقع الجزيرة على خارطة جوجل ارث https://maps.google.com/maps?f=d&source=s_d&saddr=&daddr=%D8%AC%D8%B2%D9%8A%D8%B1%D8%A9+%D8%A7%D9%84%D8%B9%D8%B2%D9%8A%D8%B2%D9%8A%D8%8C+%D8%A7%D9%84%D9%8A%D9%8E%D9%85%D9%8E%D9%86&hl=ar&geocode=CQAEaA4ntKrOFcBPwgAdeEiqAil9lOTgkj8eFjFQtq14Vtl0Vw&vps=2&sll=12.734468,44.713941&sspn=0.021725,0.027595&vpsrc=6&t=f&mra=ls&ie=UTF8 نسخة محفوظة 23 مارس 2021 على موقع واي باك مشين.

## روابط خارجية
- الجهاز المركزي للإحصاء بالجمهورية اليمنية
- المركز الوطني للمعلومات باليمن

```
التصنيف
```

‌